# Arthur Clay Cope
Arthur Clay Cope (Dunreith, 27 giugno 1909 – Washington, 4 giugno 1966) è stato un chimico statunitense.
Noto per i suoi studi in chimica organica, è stato anche membro dell'Accademia nazionale delle scienze.

## Biografia
Conseguito nel 1929 il bachelor in chimica alla Butler University di Indianapolis, successivamente Cope iniziò a frequentare l'Università del Wisconsin lavorando sui barbiturici e sulla sintesi di potenziali anestetici locali, ottenendo nel 1932 il PhD. L'anno seguente svolse attività di ricerca all'Università di Harvard e sposò Bernice Mead Abbott, conosciuta in precedenza durante la sua carriera universitaria.
Nel 1934 Arthur Clay Cope si trasferì al Bryn Mawr College, dove iniziò a insegnare. Durante questo periodo compì degli studi sulla struttura dei reattivi di Grignard, per poi dedicarsi alla sintesi di derivati dei barbiturici e composti ammino-alcolici con proprietà anestetiche locali. Scoprì una trasposizione sigmatropica, innescata dal calore, che divenne nota come riarrangiamento di Cope.
Nel 1941 proseguì l'attività di insegnamento alla Columbia University e, contemporaneamente allo scoppio della seconda guerra mondiale, fu nominato responsabile di una serie di progetti che spaziarono dalle armi chimiche e dai repellenti per insetti fino ai farmaci antimalarici. Quattro anni dopo cominciò la sua attività al Massachusetts Institute of Technology, che continuò fino alla sua morte avvenuta nel 1966 all'età di 57 anni. Mentre lavorava al MIT trovò che un N-ossido era in grado di dare una reazione di eliminazione producendo un alchene e un'idrossilammina, reazione chiamata in suo onore reazione di Cope.

## Riconoscimenti
Nel 1944 l'American Chemical Society gli ha assegnato l'ACS Award in pure chemistry.
Già presidente e dirigente a vario livello della stessa ACS, in suo onore è stato istituito il Premio Arthur C. Cope assegnato agli scienziati che si sono distinti nel campo della chimica organica.